# Воробейнская волость
Воробе́йнская волость — административно-территориальная единица в составе Мглинского (с 1918 – Почепского) уезда.
Административный центр — село Воробейня (Воробейна).

## История
Волость образована в ходе реформы 1861 года.
В апреле 1924 года Воробейнская волость была упразднена, а её территория включена в состав Балыкской волости.
Ныне территория бывшей Воробейнской волости разделена между Жирятинским и Почепским районами Брянской области.

## Административное деление
В 1919 году в состав Воробейнской волости входили следующие сельсоветы: Бабыничский, Буднянский, Бульшевский, Волохский, Воробейнский, Гнилицкий, Горицкий, Елисеевский, Кабелинский, Казановский, Клинокский, Колоднянский, Косачский, Кувшиновский, Кугучевский, Меховский, Мощенский, Норинский, Ожеговский, Рудневский, Садовичский, Синьковский, Усошенский, Шуморовский.